# Filicollis anatis
 Filicollis anatis  ist eine Art der Kratzwürmer (Acanthocephala), die als Darmparasit vor allem in wildlebenden und domestizierten Wasservögeln wie Schwänen, Enten und Gänsen lebt.

## Merkmale
Weibliche Tiere erreichen eine Körperlänge von 10 bis 25 Millimetern, die Männchen bleiben dabei mit maximal etwa 6 bis 8 Millimetern deutlich kleiner. Der Rumpf ist weißlich gefärbt. Die Breite der Tiere liegt bei maximal 1,4 Millimetern. Der Rüssel (Proboscis) der Weibchen ist zu einem dünnwandigen Bulbus umgebildet und mit sternförmig angeordneten Haken am Rüsselscheitel ausgestattet. Die Männchen besitzen einen eiförmigen Rüssel mit 18 bis 22 Hakenreihen aus jeweils 10 bis 11 Haken. Die Lemiski, Einstülpungen des Tegument in den Rumpf, sind lang und fingerförmig. Die Hoden der Männchen liegen direkt hintereinander angeordnet, außerdem besitzen sie 6 Zementdrüsen.
Die Eier sind spindelförmig mit gattungstypischen konzentrischen Eihüllen. Sie haben eine durchschnittliche Länge von 62 bis 70 und eine durchschnittliche Breite von 13 bis 23 Mikrometern, dabei sind sie in der Größe sehr variabel.

## Lebensweise
Filicollis anatis lebt als ausgewachsenes Tier als Darmparasit vor allem im Dünndarm von wildlebenden und domestizierten Wasservögeln wie Schwänen, Enten und Gänsen. Als Zwischenwirte kommen vor allem Wasserasseln (Asellus aquaticus) in Frage.